# Balîn, Litîn
Balîn (în ucraineană Балин) este un sat în comuna Malînivka din raionul Litîn, regiunea Vinnița, Ucraina.

## Demografie
Componența lingvistică a localității Balîn
     Ucraineană (99,65%)
     Alte limbi (0,35%)
Conform recensământului din 2001, majoritatea populației localității Balîn era vorbitoare de ucraineană (99,65%), existând în minoritate și vorbitori de alte limbi.